# Yoduro de cobalto (II)
El yoduro de cobalto (II) o yoduro cobaltoso son los compuestos inorgánicos con la fórmula CoI2 y el hexahidrato CoI2(H2O)6. Estas sales son los principales yoduros del cobalto. 

## Síntesis
El yoduro de cobalto (II) se obtiene tratando el polvo de cobalto con yoduro de hidrógeno gaseoso.La forma hidratada CoI2.6H2O puede prepararse mediante la reacción de óxido de cobalto (II) (o compuestos de cobalto relacionados) con ácido yodhídrico.
El yoduro de cobalto (II) cristaliza en dos polimorfos: las formas α y β. El polimorfo α consiste en cristales hexagonales negros que se vuelven de color verde oscuro cuando se exponen al aire. Bajo vacío a 500 °C, las muestras de α-CoI₂ se subliman y dan lugar al polimorfo β en forma de cristales amarillos. El β-CoI₂ también absorbe fácilmente la humedad del aire y se convierte en hidrato verde. A 400 °C, el β-CoI2 convierte en la forma α. 

## Estructuras
Las sales anhidras adoptan la estructura del haluro de cadmio.
La sal hexaaquo consiste en iones [Co(H₂O)₆]2+ y yoduro separados, como se ha comprobado cristalográficamente. 

## Reacciones y aplicaciones
El yoduro de cobalto (II) anhidro se utiliza a veces para detectar la presencia de agua en diversos disolventes. 
El yoduro de cobalto(II) se utiliza como catalizador, por ejemplo en carbonilaciones. Cataliza la reacción de la dicetona con reactivos de Grignard, útiles para la síntesis de terpenoides 